# Ellen Hodgson Brown
 (novembre 2017).
Si vous disposez d'ouvrages ou d'articles de référence ou si vous connaissez des sites web de qualité traitant du thème abordé ici, merci de compléter l'article en donnant les références utiles à sa vérifiabilité et en les liant à la section « Notes et références ».
Pour les articles homonymes, voir Brown.
Ellen Hodgson Brown, née le 15 septembre 1945, est une essayiste américaine. Ses thèmes de prédilection sont la médecine alternative et naturelle ainsi que l'économie. C'est une critique de la Réserve fédérale. Elle est mandataire (attorney) et fondatrice du Public Banking Institute.

## Biographie
Elle est coautrice du best-seller Nature's Pharmacy qui s'est vendu à 285 000 exemplaires.

## Théories

### Critique de la Réserve fédérale
Elle souhaite que les collectivités locales, régionales et le gouvernement fédéral des États-Unis puissent émettre de la monnaie, et non plus seulement la Réserve fédérale qui selon elle est contrôlée par un cartel (oligopole) de banques privées.

## Œuvres
- Web of Debt: The Shocking Truth About Our Money System and How We Can Break Free, Third Millennium Press  (ISBN 978-0-9795-6082-8)
- Forbidden Medicine: Is Effective Non-toxic Cancer Treatment Being Suppressed?, Third Millennium Press  (ISBN 978-0-9795-6083-5)
- Healing Joint Pain Naturally: Safe and Effective Ways to Treat Arthritis, Fibromyalgia, and Other Joint Diseases, Broadway  (ISBN 978-0-7679-0561-9)
- Breezing through the change: Natural remedies for menopausal and premenstrual complaints, 1993.
- With the Grain, 1990, Carroll & Graf Pub  (ISBN 978-0-8818-4573-0)
- Informed Consumer's Pharmacy: The Essential Guide to Prescription and Over-The-Counter Drugs, Carroll & Graf Publishers, 1991  (ISBN 978-0-8818-4586-0)
- avec Lynne Paige Walker, Nature's Pharmacy Break the Drug Cycle with Safe Natural Treatments for 200 Everyday Ailments, Diane Pub Co, 1998  (ISBN 978-0-7567-6234-6)
- avec Lynne Paige Walker, Nature's Pharmacy for Children: Drug Free Alternatives for More Than 160 Childhood Ailments, Third Millennium Press  (ISBN 978-0-6098-0664-7)
- avec Richard T. Hansen, The Key to Ultimate Health, Writerservice Pubns  (ISBN 978-0-9701-6292-2)
- The Public Bank Solution (2013)[4]
- (en) Ellen Brown, « How America Became an Oligarchy », counterpunch,‎ 7 avril 2015 (lire en ligne, consulté le 13 septembre 2015) et Ellen Brown, « Computerized Front Running », sur CounterPunch, 25 avril 2010 (consulté le 1er août 2011) parmi les nombreux articles écrits pour counterpunch (voir la liste).

- Le 1er octobre 2013, son travail sur les banques publiques, Public Banks are Key to Capitalism, est utilisé dans un débat dans le New York Times[5].